# Nikita Nagornyy
Nikita Nagornyy (Rostóvia do Dom, 12 de fevereiro de 1997) é um ginasta artístico russo, medalhista olímpico.

## Carreira
Nagornyy começou a ginástica aos seis anos de idade com o incentivo de sua avó. Ele foi selecionado para representar a Rússia na ginástica masculina nos Jogos Olímpicos de Verão da Juventude de 2014 em Nanjing, onde venceu a medalha de prata com sua equipe e foi o único ginasta a se classificar para todas as seis finais do evento. Nos Jogos Olímpicos de Verão de 2016 no Rio de Janeiro, ao lado do time russo, conquistou a medalha de prata; na edição seguinte, em Tóquio, superou a marca com a equipe e consagrou-se campeão olímpico, além de receber a medalha de bronze pela apresentação individual.